# William A. O'Neill
William Atchison O'Neill, född 11 augusti 1930, död 24 november 2007, var en amerikansk politiker och guvernör i Connecticut.

## Karriär
O'Neill föddes i Hartford, Connecticut. Han ägde en restaurang i East Hampton, Connecticut, och valdes till Connecticuts representanthus från East Hampton. Han var medlem av Demokraterna.
Han valdes till viceguvernör i Connecticut 1978 tillsammans med den sittande guvernören Ella T. Grasso.

## Guvernör
När Grasso avgick från ämbetet som guvernör på grund av sjukdom den 31 december 1980 blev O'Neill guvernör. O'Neill valdes själv till en hel mandatperiod 1982 och blev omvald 1986.
O'Neill fick nytta av en stark ekonomisk tillväxt i Connecticut under 1980-talet, när tillväxten på antal jobb i delstaten nådde sina högsta tal under senare tid. Delstaten hade stora budgetöverskott under denna tid. Hans stora seger i guvernörsvalet 1986 över Lowell Weickers allierade Julie Belaga hade också effekt på delstatens lagstiftande församling, som fick stora majoriteter från Demokraternas vänsterflygel, angelägna om att bygga ut delstatens administration. Delstatens finanser var i ett utsatt läge 1989, vilket ledde till stora skattehöjningar.
Lågkonjunkturen 1990 slog mycket hårt mot Connecticut. Fastighetsbranschen, bankerna och försvarsindustrin gick alla med förlust, vilket ledde till arbetslöshet och minskade skatteintäkter. I ljuset av fallande opinionssiffror och en delstatsbudget som fortsatte att visa underskott trots skattehöjningarna 1989, bestämde sig O'Neill tidigt under 1990 för att inte söka omval.
O'Neill avled den 24 november 24 2007 vid en ålder av 77 år. Både demokrater och republikaner såg honom som en genuin och hederlig person.